# Hrvatsko pjevačko društvo Dvojnice
Hrvatsko pjevačko društvo ˝Dvojnice˝ (skraćeni naziv: ˝Dvojnice˝)  iz Bjelovara započelo je svoj rad na inicijativu 17 građana, obrtnika i trgovaca 1872. godine koji su željeli njegovati pjevanje na hrvatskom jeziku. Pravila pjevačkog društva potvrđena su 1873. godine te ono je formalno počelo djelovati. Sjedište mu je u Bjelovaru.

## Osnivanje društva
Na prvoj sjednici 1873. godine izabran je privremeni odbor koji se sastojao od ovih članova:
- predsjednik društva Pavao Gros
- tajnik Josip Svoboda ml.
- blagajnik Franjo Berdušek
- prisjednici Dragutin Vuković, Milan Ružičić i Pero Salaj

Društveni učitelj bio je Josip Mazanek, a probe su se održavale kod Martina Mullera koji im je besplatno dao na raspolaganje jednu sobu.
Kasniji predsjednici bili su ugledni građani Milan Rojc i Dragutin Laksar.

## Prestanak rada
Pjevačko društvo Dvojnica nakon Drugog svjetskog rata odlučilo se spojiti sa pjevačkim društvom HORKUD Golub jer već duže vrijeme nisu imali stalnog zborovođe, prostora za probe te im je nedostajalo pjevača. Spajanje je napravljeno u svibnju 1946. godine kada je posljednji predsjednik Dvojnica, doktor Pondelak predao ukupno članstvo i inventar HORKUD-u Golub.